# 5344 Ryabov
5344 Ryabov eller 1978 RN är en asteroid i huvudbältet som upptäcktes den 1 september 1978 av den rysk-sovjetiske astronomen Nikolaj Tjernych vid Krims astrofysiska observatorium på Krim. Den har fått sitt namn efter Yurij A. Ryabov.
Asteroiden har en diameter på ungefär 10 kilometer.